# Новосёлки (Дмитровский район, Орловская область)
Новосёлки — посёлок в Дмитровском районе Орловской области. Входит в состав Берёзовского сельского поселения.

## География
Расположен в 18 км к юго-западу от Дмитровска и в 2,5 км от границы с Курской областью на восточной окраине лесного урочища Воскресная Дача.

## История
Основан в 1919 году переселенцами из села Осмонь. В 1926 году в посёлке было 12 дворов, проживало 70 человек (36 мужского пола и 36 женского). В то время посёлок входил в состав Осмонского сельсовета Круглинской волости Дмитровского уезда Орловской губернии. С 1928 года в составе Дмитровского района. В 1937 году в посёлке было 19 дворов. 
Во время Великой Отечественной войны, с октября 1941 года по август 1943 года, находился в зоне немецко-фашистской оккупации (территория Локотского самоуправления). На протяжении 1943 года в районе посёлка велись активные боевые действия. 11 февраля 1943 года здесь вела бои 399-я стрелковая дивизия, в мае—июле — 120-й стрелковый полк и 20-я отдельная разведывательная рота 69-й стрелковой дивизии, 605-й стрелковый полк 132-й стрелковой дивизии. Останки солдат, погибших в боях за освобождение Новосёлок, после войны были перезахоронены в братской могиле села Осмонь. 
С упразднением Осмонского сельсовета в 1954 году посёлок был передан в Малобобровский сельсовет, а затем (после 1975 года) — в Берёзовский сельсовет.

## Население
| 1926 | 2002 | 2010 |
| ---- | ---- | ---- |
| 70   | ↘6   | ↘1   |

## Достопримечательности
В посёлке установлен памятный знак в честь советских воинов, погибших в Великой Отечественной войне.